# Hypena speculalis
Hypena speculalis là một loài bướm đêm trong họ Erebidae.